# Приморський бульвар (Маріуполь)
Примо́рський бульва́р (Маріуполь) — одна з центральних вулиць міста, розташована вздовж узбережжя Азовського моря в межах Приморського району. З північно-західного боку до бульвару примикають сади ЦПКіВ імені 50-річчя Жовтня, території санаторіїв та профілакторіїв міста, з південно-східного — міські пляжі, відокремлені від проїжджої частини двосмуговою залізничною гілкою «Маріуполь» — «Маріуполь-Порт». Протяжність — 2 км.
Раніше називався Нижнє Портівське шосе, в передвоєнні роки — перейменований на Санаторний проспект, а з 1949 — проспект Сталіна. Наприкінці 1960-х років з бульвару перенесена за місто нафтобаза, гранітну бруківку замінили на асфальтове покриття, знесли паркани, посадили чагарники, троянди і т. д. На початку 1970-х років прибрали трамвайні рейки (трамваї 4-го маршруту тут ходили з 1930-х років), а бульваром пустили тролейбус.

## Пам'ятки
- Готель «Турист»
- Готель «Чайка»
- Готель «Європейський»
- Профілакторій підприємства «Віраж-Авто»
- Санаторій «Металург»
- Яхт-клуб (водна станція) «Азовсталь»
- Дитячий кістковотуберкулезний санаторій імені Крупської — один з корпусів санаторію до революції був відомий як Біла дача, а під час війни — військовий госпіталь.
- Будинок відпочинку «Мир» (Пансіонат ветеранів війни та праці)
- Водна станція «Маркохім»
- Ресторан «Приморський»
- Профілакторій «Блакитна хвиля»

## Перетин з вулицями
- проспект Металургів
- проспект Адмірала Луніна